# لیمپستون
لیمپستون (به انگلیسی: Lympstone) یک روستا و محله مدنی در بریتانیا است که در East Devon واقع شده‌است. لیمپستون ۱٬۷۵۴ نفر جمعیت دارد.